# ۵-دی فسفو موالونیک اسید
۵-دی فسفو موالونیک اسید (به انگلیسی: 5-Diphosphomevalonic acid) با فرمول شیمیایی C6H14O10P2 یک ترکیب شیمیایی با شناسه پاب‌کم 6506 است. که جرم مولی آن ۳۰۸٫۱۱۷ گرم بر مول می‌باشد. 